# Vitebärn
Vitebärn är en sjö i Gullspångs kommun i Västergötland och ingår i Göta älvs huvudavrinningsområde. Sjön har en area på 0,0908 kvadratkilometer och ligger 132,1 meter över havet. Vid provfiske har abborre, gädda och mört fångats i sjön.

## Delavrinningsområde
Vitebärn ingår i det delavrinningsområde (652797-141140) som SMHI kallar för Mynnar i Hovaån. Medelhöjden är 149 meter över havet och ytan är 31,46 kvadratkilometer. Det finns inga delavrinningsområden uppströms utan avrinningsområdet är högsta punkten. Burån som avvattnar avrinningsområdet har biflödesordning 4, vilket innebär att vattnet flödar genom totalt 4 vattendrag innan det når havet efter 258 kilometer. Delavrinningsområdet består mestadels av skog (69 %). Avrinningsområdet har 0,81 kvadratkilometer vattenytor vilket ger det en sjöprocent på 2,6 %. Bebyggelsen i området täcker en yta av 0,52 kvadratkilometer eller 2 % av avrinningsområdet.